# Gagelstruweel

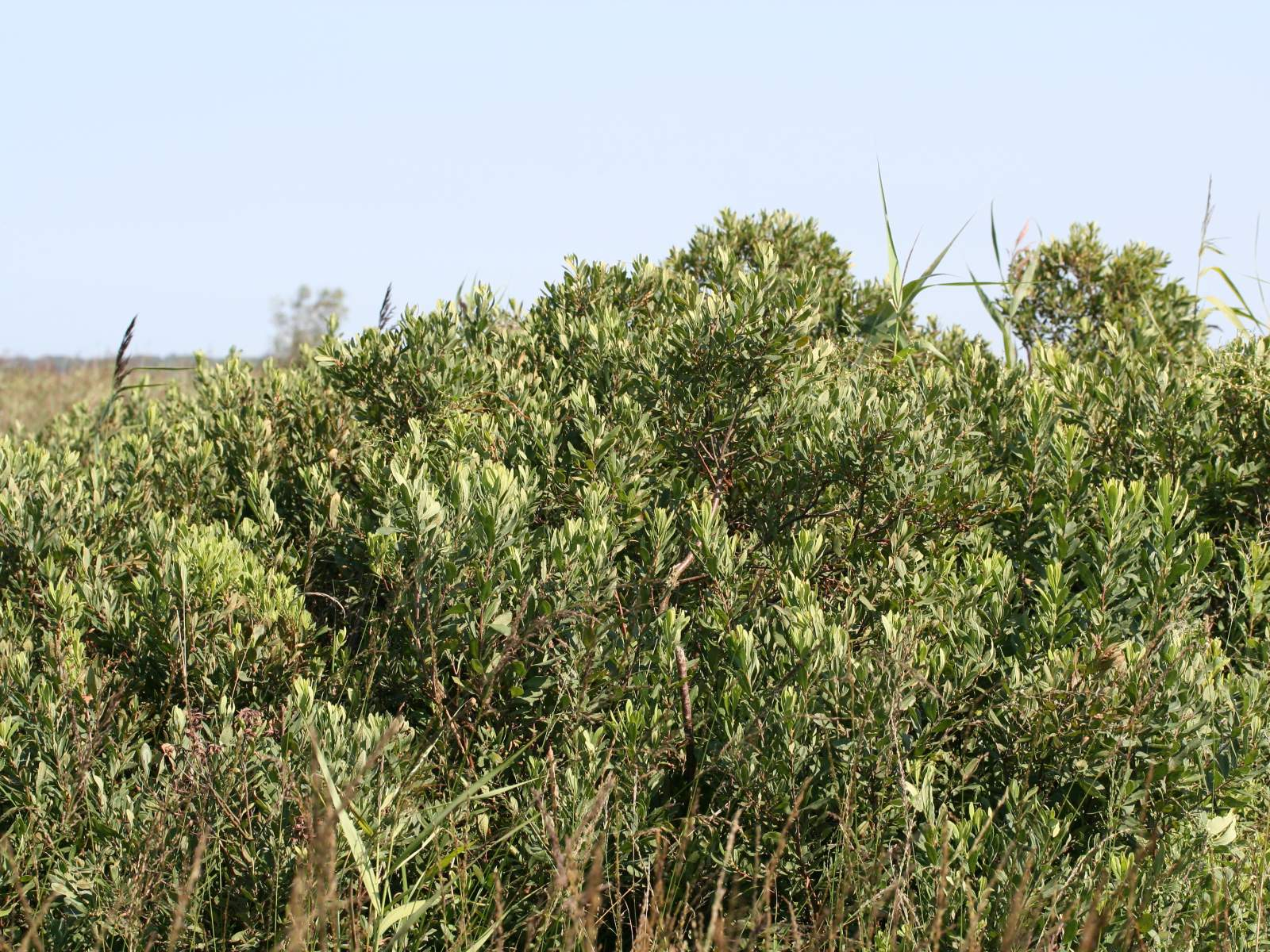
Gagelstruweel

Het gagelstruweel is een karteringseenheid met voornamelijk wilde gagel in de Biologische Waarderingskaart (BWK) van Vlaanderen en het Brussels Hoofdstedelijk Gewest met als code 'sm'.
In de vegetatiekunde wordt dit biotoop vertegenwoordigd door een vier rompgemeenschappen van uiteenlopende vegetatietypen, respectievelijk het verbond van zwarte zegge, de klasse van hoogveenbulten en natte heiden, het verbond van wilgenbroekstruwelen en het verbond van berkenbroekbossen.
Het gagelstruweel staat gewaardeerd als 'Biologisch zeer waardevol'.

## Naamgeving, etymologie en codering
- BWK-code: sm
- Syntaxoncode (Nederland): 09RG04 Rompgemeenschap van wilde gagel (Myrica gale-[Caricion nigrae]), 11RG03 Rompgemeenschap van wilde gagel (Myrica gale-[Oxycocco-Sphagnetea]), 36RG02 Rompgemeenschap van wilde gagel (Myrica gale-[Salicion cinereae]), 40RG01 Rompgemeenschap van wilde gagel (Myrica gale-[Betulion pubescentis]

## Kenmerken
Gagelstruwelen wordt vooral gevonden op natte, oligotrofe tot mesotrofe bodems op veen, zand of lichte zandleemgronden. Ook komen ze voor in voedselarme broekbossen.

### Soortensamenstelling
Gagelstruwelen worden, zoals de naam het zegt, gedomineerd door de indicatorsoort wilde gagel, meestal in combinatie met pijpenstrootje, en soms begeleid door soorten van natte heide, laagveen of vennen. 

## Verspreiding en voorkomen
Gagelstruwelen komt in Vlaanderen bijna uitsluitend voor in de Kempen. In Nederland zijn gagelstruwelen op voedselarme plaatsen vooral in natuurgebieden met moerassige heiden en moerasbos nog vrij algemeen. 